# Ильяс-бей Саруханоглу
Ильяс-бей Саруханоглу (тур.  Bey; ум. 1378/79) — правитель бейлика Саруханогуллары, сын  основателя династии, Сарухана-бея.

## Биография
После Сарухана управлять бейликом стал его сын, Фахруддин Ильяс-бей. Данных об Ильясе-бее сохранилось немного. Часть историков предполагает, что Ильяс правил в  756/ 757 (1355/56) году, когда сын Орхана и Теодоры Халил был похищен генуэзскими пиратами  и заключён в Фокее. Орхан в попытках спасти сына обратился к византийцам, которые обратились к генуэзцам Фокеи с просьбой обсудить выкуп за Халила, но получили отказ. По требованию Орхана византийцы блокировали город с моря. Весной 1357 год Иоанн Палеолог заключил союз с саруханским беем, который окружил город с суши.  Дальнейшие события историки описывают одинаково, но часть из них относит их к Ильясу, а часть — к его сыну Исхаку. Все сходятся на том, что в это время бей Саруханогуллары был союзником императора и помогал осаждать фокейцев. Однако согласно византийским источникам в это же время бей планировал захватить императора, и для этого пригласил его на совместную охоту, однако Иоанну донесли об этих замыслах, и он уклонился от встречи, не подав виду, что осведомлён о коварных планах и цели приглашения. В ответ император сам пригласил бея прибыть к себе то ли на судно, то ли на небольшой остров около Старой Фокеи, то ли на праздник, то ли для переговоров. Как только бей прибыл, Иоанн пленил его и заключил под стражу. Жена бея привезла императору большой выкуп и детей отдала в заложники, чтобы освободить мужа.
Историки, относившие эту историю к Ильясу, полагали, что из-за этого инцидента он мог быть отстранён от престола или же вскоре скончался. Год смерти Ильяса точно неизвестен. Е. Захариаду утверждала, что  уже в 1357 году Ильяс не управлял эмиратом. Ч. Улучай писал, что Ильяс мог скончаться в  759 году (1358 году), в то время, как И. Узунчаршилы на основании отчеканенной с именем Ильяса монеты датировал смерть Ильяса после  764 года или 1362—1364 годами.
Наследовал Ильясу его сын Музафферуддин Исхак-бей.